# Mattia Rato
Mattia Rato (* 10. Januar 2005 in Monza) ist ein italienischer Motorradrennfahrer.
Agius fuhr 2023 in der Moto2-Europameisterschaft für das AGR Team und wurde Vierter der Gesamtwertung.

## Statistik

### In der Motorrad-Weltmeisterschaft
(Stand: Saisonende 2023)
| Saison | Klasse | Team                         | Motorrad | Rennen | Siege | Zweiter | Dritter | Poles | Schn. Runden | Punkte | Position |
| ------ | ------ | ---------------------------- | -------- | ------ | ----- | ------- | ------- | ----- | ------------ | ------ | -------- |
| 2023   | Moto2  | Pertamina Mandalika SAG Team | Kalex    | 2      | –     | –       | –       | –     | –            | –      | 37.      |
| Gesamt | Gesamt | Gesamt                       | Gesamt   | 2      | 0     | 0       | 0       | 0     | 0            | 0      |          |

### In der FIM-Moto2-Europameisterschaft
(Stand: Saisonende 2023)
| Saison | Team          | Motorrad | Rennen | Siege | Zweiter | Dritter | Poles | Schn. Runden | Punkte | Ergebnis |
| ------ | ------------- | -------- | ------ | ----- | ------- | ------- | ----- | ------------ | ------ | -------- |
| 2020   | EasyRace Team | Kalex    | 11     | –     | –       | –       | –     | –            | 47     | 13.      |
| 2021   | Promo Racing  | Kalex    | 11     | –     | –       | –       | –     | –            | 70     | 7.       |
| 2022   | MMR           | Kalex    | 11     | –     | –       | 1       | –     | –            | 76     | 8.       |
| 2023   | AGR Team      | Kalex    | 11     | –     | 1       | –       | –     | –            | 113    | 4.       |
| Gesamt | Gesamt        | Gesamt   | 44     | 0     | 1       | 1       | 0     | 0            | 306    |          |